# Estreito de Mytilini

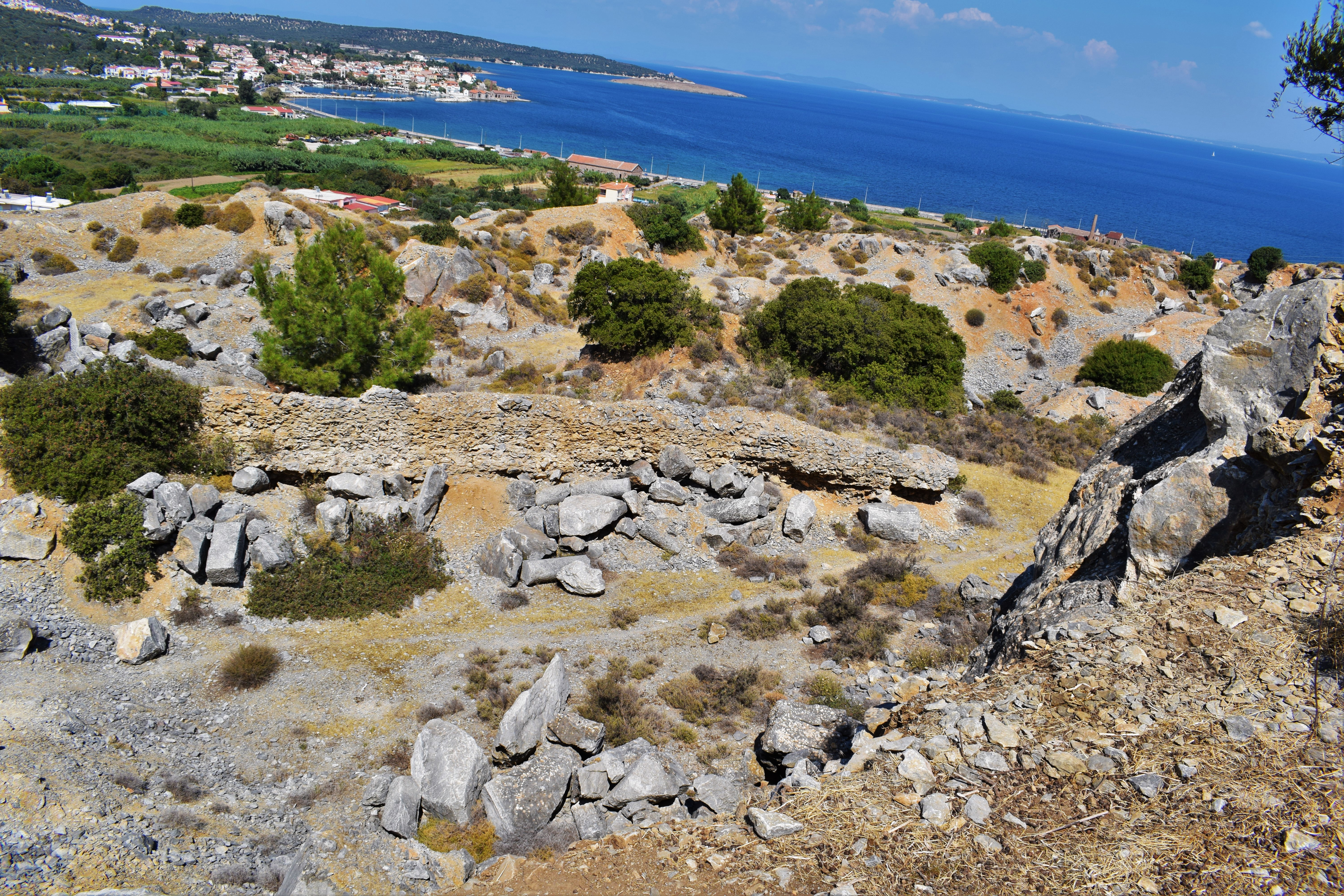
Vista para a vila de Panagiouda na ilha de Lesbos e da linha costeira da Turquia depois do estreito de Mytilini, ao fundo da imagem.

O estreito de Mytilini é um estreito do mar Egeu que separa a ilha grega de Lesbos, a oeste, da Turquia, a leste.